# Takafumi Iwasaki
Pour les articles homonymes, voir Iwasaki.
Takafumi Iwasaki (岩崎 貴文, Iwasaki Takafumi), né le 29 août 1976, est un parolier, guitariste, arrangeur japonais originaire de la préfecture de Kumamoto. Il est sous contrat avec Columbia Music Entertainment pour lequel il a écrit et interprété des chansons-thèmes pour anime et tokusatsu. Il est connu pour son interprétation de la chanson-thème Mahou Sentai Magiranger et pour son jeu de guitare des chansons-thèmes Dragon Soul (en) et Yeah! Break! Care! Break! (en) de Dragon Ball Kai qu'il a également composées. Il fait partie du groupe Project.R (en) de la Columbia  pour les chansons-thèmes des séries Super Sentai.

## Source de la traduction
- (en) Cet article est partiellement ou en totalité issu de l’article de Wikipédia en anglais intitulé « Takafumi Iwasaki » (voir la liste des auteurs).